# Pteromalus antheraecola
Pteromalus antheraecola är en stekelart som beskrevs av Amerling och Kirchner 1860. Pteromalus antheraecola ingår i släktet Pteromalus och familjen puppglanssteklar.
Artens utbredningsområde är Tjeckien. Inga underarter finns listade i Catalogue of Life.